# Nick Hardwick
Nicholas Adam Hardwick (Franklin, 2 settembre 1981) è un giocatore di football americano statunitense che gioca nel ruolo di centro per i San Diego Chargers della National Football League. Fu scelto nel corso del terzo giro (66º assoluto) del Draft NFL 2004 dai Chargers. Al college ha giocato a football alla Purdue University.

## Carriera professionistica

### San Diego Chargers
Hardwwick fu scelto nel corso del terzo giro del Draft 2004 dai San Diego Chargers. Nella sua stagione da rookie disputò 14 gare, tutte come titolare. Nella stagione 2006 per la prima volta disputò tutte le 16 gare come titolare e a fine anno fu convocato per il suo primo Pro Bowl. Dopo che un infortunio gli fece disputare solamente 3 partite nella stagione 2009, nelle tre annate successive Nick non saltò una sola partita come titolare.

## Vittorie e premi
- Pro Bowl (2006)
- Formazione ideale del 50º anniversario dei San Diego Chargers

## Statistiche
| Partite totali | 119 |
| Partite totali | 119 |

Statistiche aggiornate alla stagione 2012